# Gesetz zur Anpassung des Urheberrechts an die Erfordernisse des digitalen Binnenmarktes
Das Gesetz zur Anpassung des Urheberrechts an die Erfordernisse des digitalen Binnenmarktes soll die im Zuge der EU-Urheberrechtsreform von 2019 entstandenen Richtlinien (EU) 2019/789 und 2019/790 in deutsches Recht umsetzen. Kernpunkte sind die Einführung von Uploadfiltern und eines Leistungsschutzrechts für Presseverleger.
Der Deutsche Bundestag beschloss den Entwurf der Bundesregierung am 20. Mai 2021 mit den Stimmen von Union und SPD, bei Enthaltung der Grünen und gegen die Stimmen von FDP, AfD und Linke. Der Bundesrat billigte das (nicht zustimmungspflichtige) Gesetz am 28. Mai 2021. Am 7. Juni 2021 trat es in Kraft. Damit setzt Deutschland die EU-Richtlinien zum letztmöglichen Termin fristgerecht um. Das neue Urheberrechts-Diensteanbieter-Gesetz (UrhDaG) trat am 1. August 2021 in Kraft.

## Entstehungsgeschichte

### Erster Diskussionsentwurf
Das Bundesministerium der Justiz und für Verbraucherschutz (BMJV) veröffentlichte im Januar 2020 einen ersten Diskussionsentwurf. Der Diskussionsentwurf sollte zunächst das Leistungsschutzrecht für Presseverleger neu regeln. So wurde vom BMJV vorgeschlagen, dass das Leistungsschutzrecht nicht für „die private oder nicht kommerzielle Nutzung einer Presseveröffentlichung durch einzelne Nutzer, das Setzen von Hyperlinks auf eine Presseveröffentlichung und die Nutzung einzelner Wörter oder sehr kurzer Auszüge einer Presseveröffentlichung“ gelten solle (§ 87g Absatz 2 UrhG-E). Hierbei sollen „einzelne Wörter oder sehr kurze Auszüge eines Beitrags in einer Presseveröffentlichung“ insbesondere „die Überschrift, ein kleinformatiges Vorschaubild mit einer Auflösung von bis zu 128 mal 128 Pixeln und eine Tonfolge, Bildfolge oder Bild- und Tonfolge mit einer Dauer von bis zu drei Sekunden“ (§ 87g Absatz 3 UrhG-E) umfassen.

### Zweiter Diskussionsentwurf
Am 24. Juni 2020 veröffentlichte das BMJV einen zweiten Diskussionsentwurf. Es wurde unter anderem der Erlass eines Urheberrechts-Diensteanbieter-Gesetzes (UrhDaG) vorgeschlagen, welches für „Diensteanbieter“, die „es als Hauptzweck [...] verfolgen, eine große Menge an von Dritten hochgeladenen urheberrechtlich geschützten Inhalten zu speichern und öffentlich zugänglich zu machen“ (§ 2 Absatz 1 Nummer 1 UrhDaG-E), gelten solle. Für die Veröffentlichung von urheberrechtlich geschützten Werken auf deren Plattformen wurden zwei Arten von gesetzlich erlaubten Nutzungen definiert:
- Maschinell nicht überprüfbare gesetzlich erlaubte Nutzungen (§ 5 UrhDaG-E): Dies seien Nutzungen zu Zwecken des Zitats, der Karikatur, der Parodie, des Pastiche und solche im Rahmen der Schranken des Urheberrechts.

- Maschinell überprüfbare gesetzlich erlaubte Nutzungen (§ 6 UrhDaG-E): Dies seien Nutzungen zu nicht kommerziellen Zwecken von bis zu 20 Sekunden je eines Films oder Laufbildes, bis zu 20 Sekunden je einer Tonspur, bis zu 1000 Zeichen je eines Textes sowie je eines Lichtbildes oder einer Grafik mit einem Datenvolumen von bis 250 Kilobyte.

Zur Umsetzung dieser gesetzlich erlaubten Nutzungen müsse es der Diensteanbieter den Nutzern ermöglichen einen Upload als „gesetzlich erlaubt“ zu kennzeichnen („Pre-Flagging“; § 8 Absatz 1 UrhDaG-E), außer in Fällen in denen eine solche Kennzeichnung „offensichtlich unzutreffend“ sei (§ 8 Absatz 2 UrhDaG-E). Dies sei insbesondere der Fall, sobald der „hochgeladene Inhalt zu mindestens 90 Prozent mit den vom Rechtsinhaber zur Verfügung gestellten Informationen übereinstimmt“ (§ 12 UrhDaG-E). Zudem solle für Nutzungen, die sich im Rahmen der Bagatellgrenzen für maschinell überprüfbare gesetzlich erlaubte Nutzungen befinden, der Diensteanbieter dem Urheber eine „angemessene Vergütung“ bezahlen (§ 7 Absatz 2 UrhDaG-E).
Der Entwurf sah darüber hinaus vor, dass sofern ein Rechteinhaber dies verlange und er „die hierfür erforderlichen Informationen zur Verfügung gestellt hat“, der Diensteanbieter unrechtmäßige Inhalte nicht nur entfernen, sondern diese auch für zukünftige Nutzungen sperren müsse (§§ 10 und 11 UrhDaG-E) sowie dass Diensteanbieter sich verstärkt um die Einholung von Nutzungslizenzen bemühen müssten (§ 4 UrhDaG-E).
Auch sprach der Entwurf davon, dass man durch ihn den Einsatz von Filtertechnologien möglichst verhindern werde.

### Referentenentwurf
Am 13. Oktober 2020 legte das Ministerium einen Referentenentwurf vor, zu dem verschiedene Verbände Stellungnahmen abgaben.

### Gesetzentwurf
Am 3. Februar 2021 verabschiedete die Bundesregierung einen Gesetzentwurf für das Gesetz zur Anpassung des Urheberrechts an die Erfordernisse des digitalen Binnenmarktes, welches neben Änderungen am Urheberrechtsgesetz zur Einführung eines Presseverleger-Leistungsschutzrechts auch das neue Urheberrechts-Diensteanbieter-Gesetz enthält.
Die im ersten Diskussionsentwurf noch vorgesehenen Ausnahmen zur Verwendung von Vorschaubildern mit einer Auflösung von bis zu 128 × 128 Pixel sowie von Überschriften und Video- und Musikausschnitten von bis zu drei Sekunden Länge im Rahmen des Presseverleger-Leistungsschutzrechts sind im Gesetzentwurf entfallen. Erlaubt bleiben sollen allerdings „die  private  oder  nicht  kommerzielle  Nutzung  einer  Presseveröffentlichung  durch einzelne Nutzer“, „das Setzen von Hyperlinks auf eine Presseveröffentlichung“ sowie „die  Nutzung  einzelner  Wörter  oder  sehr  kurzer  Auszüge  aus  einer  Presseveröffentlichung“.
Im Vergleich zum zweiten Diskussionsentwurf wurden die Bagatellgrenzen für die nicht kommerzielle Nutzung von Werken auf Plattformen wie YouTube oder WhatsApp im Rahmen des Urheberrechts-Diensteanbieter-Gesetzes auf „bis zu 15 Sekunden je eines Films oder Laufbildes“, „bis zu 15 Sekunden je einer Tonspur“, „bis zu 160 Zeichen je eines Textes“ sowie Lichtbilder oder Grafiken „mit einem Datenvolumen von bis zu 125 Kilobyte“ reduziert (Die Bagatellregelung gilt z. B. nicht auf der eigenen Homepage, dort wäre die Veröffentlichung von Material, das lediglich unter die Bagatellregelung fällt, auch weiterhin unzulässig). Zudem darf nun Material innerhalb der Bagatellgrenzen sowie solches, das per „Pre-Flagging“ als gesetzlich erlaubt gekennzeichnet wurde, für eine vorbehaltliche öffentliche Wiedergabe („mutmaßlich erlaubte Nutzung“) nur noch „weniger als die Hälfte eines Werkes eines Dritten oder mehrerer Werke Dritter enthalten“ (ausgenommen sind Abbildungen) und muss mit „anderem Inhalt“ kombiniert worden sein. Darüber hinaus haben die Plattformbetreiber die Rechteinhaber „sofort“ über die öffentliche Wiedergabe mutmaßlich erlaubter Nutzungen zu informieren, damit diese Beschwerde einlegen können, falls es sich hierbei nicht um eine Nutzung im Rahmen von Zitat, Karikatur, Parodie, Pastiche oder „gesetzlich erlaubten Fällen der öffentlichen Wiedergabe nach Teil 1 Abschnitt 6 des Urheberrechtsgesetzes“ handelt. Dem „Pre-Flagging“ von Uploads wurde des Weiteren das Konzept eines „roten Knopfs“ gegenübergestellt, mit dem „vertrauenswürdige Rechtsinhaber“ die öffentliche Wiedergabe von Werken, die in den Bereich der mutmaßlich erlaubten Nutzung fallen, verhindern können, falls dies „die wirtschaftliche Verwertung des Werkes erheblich beeinträchtigt“.
Am 26. März 2021 verabschiedete der Bundesrat eine Stellungnahme zum Gesetzentwurf der Bundesregierung, in der dieser grundsätzlich begrüßt wurde. Am selben Tag wurde zudem erstmals im Bundestag über den Gesetzentwurf debattiert. Parlamentarier aller Oppositionsparteien warfen dabei der Bundesregierung vor, mit dem Gesetzentwurf ihr im Koalitionsvertrag sowie in der im EU-Rat abgegebenen Protokollerklärung gegebenes Versprechen, keine Uploadfilter einführen bzw. diese „nach Möglichkeit verhindern“ zu wollen, gebrochen zu haben.

### Verabschiedung des Gesetzes
Am 20. Mai 2021 verabschiedete der Bundestag das Gesetz zur Anpassung des Urheberrechts an die Erfordernisse des digitalen Binnenmarktes, welches ein Leistungsschutzrecht für Presseverleger sowie das neue Urheberrechts-Diensteanbieter-Gesetz enthält. Das Gesetz wurde mit den Stimmen der Großen Koalition aus CDU/CSU und SPD beschlossen, die FDP, die Linke und die AfD stimmten dagegen, die Grünen enthielten sich. Am 28. Mai 2021 wurde das Gesetz vom Bundesrat gebilligt.
Im Vergleich zum Gesetzentwurf wurde in der finalen Version klargestellt, dass Zitate auch innerhalb des Anwendungsbereichs des Urheberrechts-Diensteanbieter-Gesetzes vergütungsfrei bleiben sowie Diensteanbieter für die Zeit der öffentlichen Wiedergabe von mutmaßlich erlaubten Nutzungen während eines laufenden Beschwerdeverfahrens von ihrer urheberrechtlichen Haftung befreit werden. Des Weiteren wurde noch eine Klausel eingefügt, wonach der Upload von Filmwerken oder Laufbildern (insbesondere von Übertragungen von Sportveranstaltungen) bis zum Abschluss ihrer erstmaligen öffentlichen Wiedergabe auf Antrag des Rechtsinhabers uneingeschränkt blockiert werden kann.